# 阿尔缅·瓦尔达尼扬
阿尔缅·瓦尔达尼扬（英語：Armen Frunzekovych Vardanyan，1982年11月30日—），乌克兰男子摔跤运动员。曾参加2004年雅典奥运和2008年北京奥运，其中在2008年北京奥运期间收获了男子古典式66公斤级项目的铜牌。